# اوتو فردریکسون
اوتو فردریکسون (فنلاندی: Otto Fredrikson؛ زادهٔ ۳۰ نوامبر ۱۹۸۱) بازیکن فوتبال اهل فنلاند است.
از باشگاه‌هایی که در آن بازی کرده‌است می‌توان به باشگاه فوتبال بروسیا مونشن‌گلادباخ، باشگاه فوتبال یارو، باشگاه فوتبال وولرنگا، باشگاه فوتبال لیلستروم، و باشگاه فوتبال اسپارتاک نعلچیک اشاره کرد.
وی همچنین در تیم‌های ملی فوتبال زیر ۲۱ سال فنلاند و فنلاند بازی کرده‌است.